# ×Elyhordeum schmidii
Elyhordeum schmidii là một loài thực vật có hoa trong họ Hòa thảo. Loài này được (Melderis) Melderis mô tả khoa học đầu tiên năm 1965.